# Verica Nedeljković
Verica Nedeljković, cyr. Верица Недељковић (z domu Jovanović, ur. 16 września 1929 w Čačaku, zm. 13 grudnia 2023 w Belgradzie) – serbska szachistka, arcymistrzyni od 1977 roku.

## Kariera szachowa
Od połowy lat 50. do końca 60. klasyfikowana była w pierwszej dziesiątce na świecie. Pięciokrotnie wystąpiła w turniejach pretendentek, najlepszy wynik osiągając w 1959 r. w Płowdiwie, gdzie zajęła II miejsce za Kirą Zworykiną (wynik ten odpowiadał wówczas trzeciej pozycji na świecie). Wyniki w pozostałych turniejach: 1955 Moskwa - VI m., 1961 Vrnjačka Banja - IV m., 1964 Suchumi - IX m. i 1967 Subotica - VI m..
Dwukrotnie (1963, 1966) reprezentowała barwy Jugosławii na szachowych olimpiadach, w roku 1963 w Splicie zdobywając dwa medale: srebrny wraz z drużyną oraz indywidualnie złoty, za najlepszy wynik na II szachownicy, na której uzyskała 100% wynik (12 zwycięstw w 12 partiach).
W czasie swojej kariery sześciokrotnie zwyciężała (samodzielnie bądź dzieląc I miejsce) w mistrzostwach Jugosławii, w latach 1950, 1951, 1952, 1953, 1958 oraz 1965.
W 1977 r. Międzynarodowa Federacja Szachowa przyznała jej honorowy tytuł arcymistrzyni za wyniki osiągnięte w przeszłości.

## Życie prywatne
Mężem Vericy Nedeljković był Srećko Nedeljković (1923-2011), szachista i trener szachowy, z zawodu lekarz.